# هفت‌تیرکش

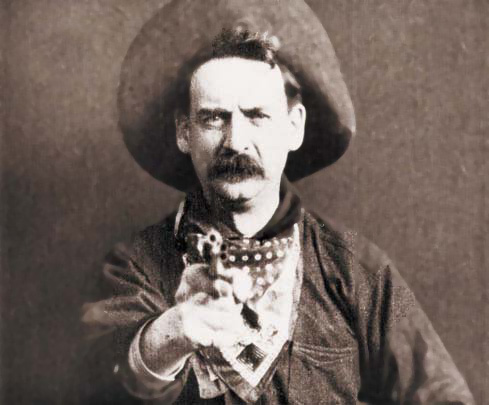
هفت‌تیر کشی از فیلم سرقت بزرگ قطار

هفت‌تیر کش یا ششلول‌بندبه انگلیسی|الگو:Gunfighter واژگانی متعلق به قرن بیستم و معرف مردانی مسلح در غرب وحشی بود که با استفاده از اسلحه، شهرت فراوانی را در خطرناک‌بودن، به‌دست آوردند. هفت‌تیر کش اصطلاحی رایج برای این گونه افراد بود که در قرن ۱۹ مورد استفاده قرار می‌گرفت.